# Joseph-Jean Heintz
Pour les articles homonymes, voir Joseph Heintz.
Joseph-Jean Heintz (né le 29 janvier 1886 à Reims et mort le 30 novembre 1958 à Metz) est un  évêque français.

## Biographie
Joseph-Jean Heintz est né à Reims le 29 janvier 1886, de Joseph Heintz et Catherine Eichenlaub, Alsaciens qui ont quitté leur terre après l'annexion allemande.
Ordonné prêtre le 21 mai 1910, Joseph-Jean Heintz participe au conflit de 1914-1918 comme militaire. Le 11 juin 1916, caporal au 347e RI, il est chargé d'assister les deux sous-lieutenants Herduin et Millant, condamnés à mort sans jugement et fusillés sur ordre du colonel Bernard. Il est cité à l'ordre du 348e régiment d'infanterie le 7 octobre 1917 et reçoit la croix de guerre avec étoile de bronze,.
Après avoir été archiprêtre de Charleville-Mézières, il est nommé évêque de Troyes le 7 décembre 1933 par le pape Pie XI (consacré le 25 janvier 1934). Germanophone, il est nommé au siège de Metz le 15 février 1938 (intronisé le 4 mars). Successeur de Jean-Baptiste Pelt, il devient le 100e évêque de cette ville. Il est âgé de 52 ans.

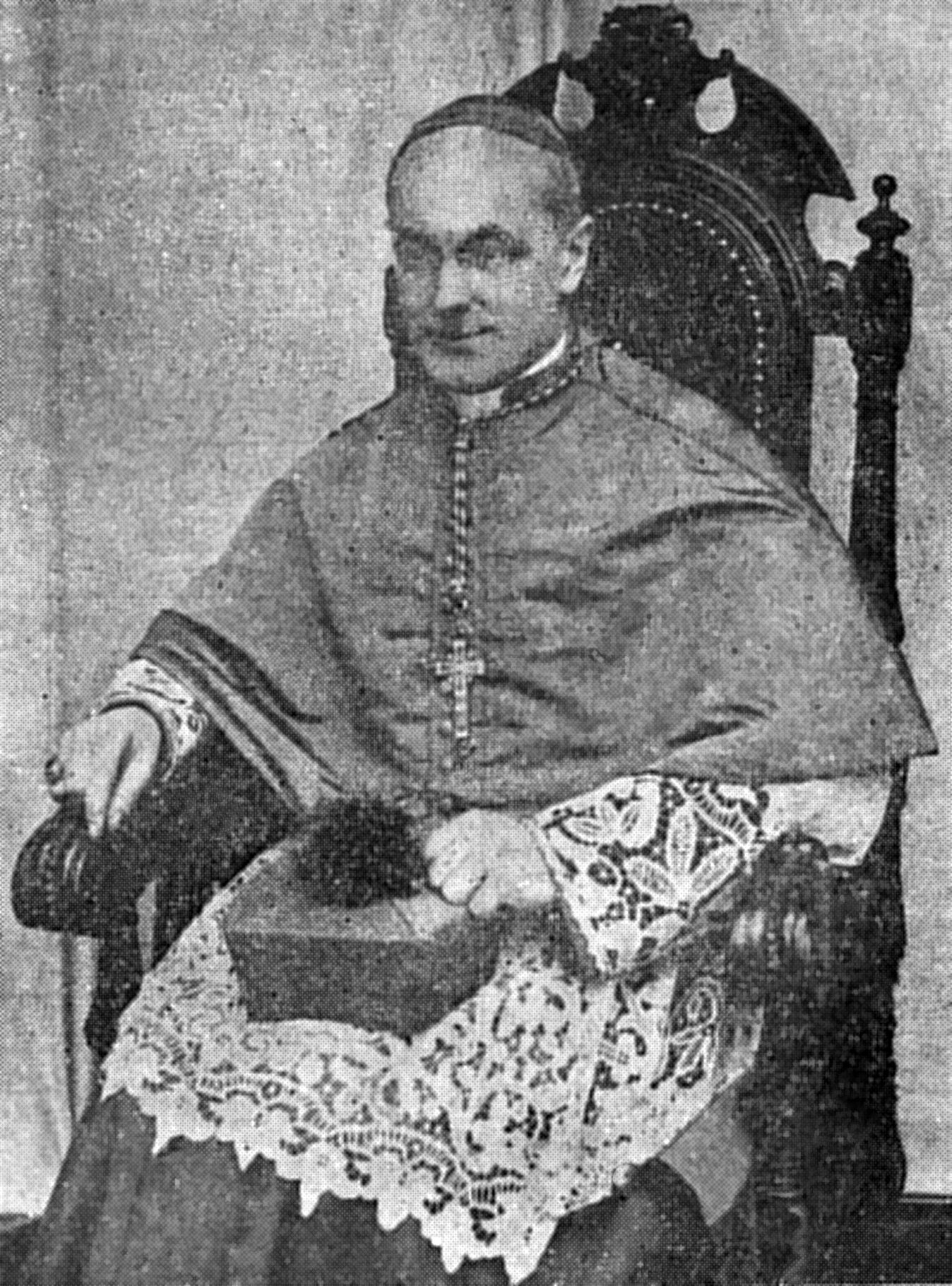
Joseph-Jean Heintz en 1938

L'année suivante la Seconde Guerre mondiale éclate. Le 10 mai 1940, l'armée du Troisième Reich déferle sur les Pays-Bas, la Belgique et le Luxembourg neutres et pénètre en France par les Ardennes. Metz, qui est pourtant une place forte de premier ordre, est déclarée ville ouverte, les troupes allemandes y entrent le 17 juin, quelques jours avant la signature de l'armistice le 22. La Moselle est annexée de fait le 25 juillet suivant.
Dès le 2 juillet, le pouvoir nazi décide d'expulser l'évêque mais sans heurter de front le monde catholique. Pour ne pas provoquer le pouvoir en place, l'évêque renonce à diriger la procession du 15 août, fête de l'Assomption. Cependant, une procession spontanée place Saint-Jacques se transforme en manifestation francophile, pacifique mais déterminée. Dès le lendemain, l'évêque est expulsé de son diocèse vers la France par les autorités nationales socialistes. Il se réfugie à Lyon et ne peut rentrer qu'après la Libération (automne 1944). 
En 1948, lors de la grande grève des mineurs, il exprime son soutien aux grévistes. 
Il meurt à Metz le 30 novembre 1958 quelques semaines après le pape Pie XII et un mois après l'élection du pape Jean XXIII. L'abbé Paul-Joseph Schmitt lui succède.